# Artemi Rallo Lombarte
Artemi Vicent Rallo Lombarte (Castellón de la Plana, Castellón, 9 de agosto de 1965) es un abogado, jurista, político y catedrático español.
Fue diputado en el Congreso de los Diputados desde 2016 hasta 2019. Anteriormente fue diputado en las Cortes Valencianas. También fue el director de la Agencia Española de Protección de Datos (AEPD). Actualmente, es senador en el Senado de España.

## Biografía
Licenciado en derecho en 1988, se doctoró en la Universidad de Valencia en 1990. Hizo ampliación de estudios en el Instituto Internacional de Derechos Humanos de Estrasburgo, en el Departamento de Teoría de la estado de la Universidad de Roma La Sapienza y en el Centro de Recherche de Droit Constitutionnel de la Universidad París I-Panthéon - Sorbona.
Militante de las Juventudes Socialistas del País Valenciano, donde fue secretario de política institucional de 1984 a 1987. Fue elegido diputado por el PSPV en las elecciones a las Cortes Valencianas de 1987 y  1995. Ha sido secretario de la Comisión de Gobernación y Administración Local y vicepresidente de la Comisión de Sanidad y Consumo (1987-1991), y presidente de la Comisión de Coordinación, Organización y Régimen de las Instituciones de La Generalitat (1991-1995). Fue presidente del Consejo de la Juventud de la Comunidad Valenciana entre 1985 y 1987.
No se presentó a la reelección en 1995 y continuó su carrera académica. De 1993 a 1998 fue director del Departamento de Derecho Público de la Universidad Jaume I de Castellón. De 2004 a 2007 ha sido director general del Centro de Estudios Jurídicos del Ministerio de Justicia de España. De 2007 a 2011 fue director de la Agencia Española de Protección de Datos. Actualmente es catedrático de Derecho Constitucional en la Universitat Jaume I.

## Obras
- La iniciativa legislativa en el derecho autonómico (1993)
- Garantías electorales y Constitución (1997)
- Pluralismo informativo y constitución (2000)
- La constitucionalidad de las administraciones independientes (2002)